# يو دان
يو دان (بالصينية: 喻丹) هي لاعبة رماية صينية، ولدت في 18 أغسطس 1987 في تشنغدو في الصين.

## وصلات خارجية
- يو دان على موقع الاتحاد الدولي (الإنجليزية)
- يو دان على موقع اللجنة الأولمبية الدولية (الإنجليزية)
- يو دان على موقع أوليمبيديا (الإنجليزية)